# Ивановка (Долгоруковский район)
Ива́новка — деревня Долгоруковского сельского поселения Долгоруковского района Липецкой области.

## География
Деревня Ивановка находится в центральной части Долгоруковского района, в 1 км к югу от села Долгоруково. Располагается на правом берегу реки Снова.

## История
Ивановка известна со 2-й половины XIX века. Впервые упоминается в «Списках населённых мест» Орловской губернии 1866 года как «деревня владельческая Ивановка (Славное), при колодцах, 5 дворов, 79 жителей». Название получила по имени одного из владельцев.
В 1905 году в приходе Троицкой церкви села Братовщина отмечается деревня «Снова (Ивановка)».
В переписи населения 1926 года значится деревня «Ивановка Первая (Ивановка)», в ней 36 дворов, 188 жителей. В 1932 году — 225 жителей.
С 1928 года в составе Долгоруковского района Елецкого округа Центрально-Чернозёмной области. После разделения ЦЧО в 1934 году Долгоруковский район вошёл в состав Воронежской, в 1935 — Курской, а в 1939 году — Орловской области. С 6 января 1954 года в составе Долгоруковского района вновь образованной Липецкой области.

## Население
| 2010 |
| ---- |
| 201  |

## Транспорт
Связана асфальтированной дорогой с райцентром Долгоруково. Грунтовыми дорогами связана с деревнями Анненка и Харламовка.
В 0,5 км к северу от Ивановки находится железнодорожная станция Долгоруково (линия Елец — Валуйки ЮВЖД).